# Krasyliwka (rejon niżyński)
Krasyliwka (ukr. Красилівка) – wieś na Ukrainie, w obwodzie czernihowskim, w rejonie niżyńskim, w hromadzie Bachmacz. W 2001 liczyła 971 mieszkańców.